# George J. Dvorak
George J. Dvorak (1933) é um engenheiro estadunidense nascido na República Tcheca.

## Obras
- Micromechanics of composite materials. Springer Verlag, 2012